# Cycnoches
Cycnoches es un género con unas 30 especies de orquídeas de hábitos epífitas. Es originario  de América tropical.

## Descripción
Cycnoches tiene pseudobulbos masivos y carnosos, con varios nodos y hojas dísticas, caducas y delgadas. La inflorescencia generalmente en corrientes  nódulos apicales normalmente con flores unisexuadas.  A veces se presentan dos inflorescencias con flores de diferentes sexos, o incluso otras alternativas. Al parecer, la cantidad de luz que recibe la planta determina el tipo de flor que produce.
Los sépalos y pétalos son libres, planos o reflejos, carnosos o membranosos. El labio suele ser muy complejo, carnoso, generalmente largo, con excrecencias de glándulas a diferentes planos o ligeramente curvada y atenuada,  ungüiculada a la base. La columna no tiene pie.
Normalmente, hay más flores masculinas que femeninas, en unas dos especies son similares, entonces la principal diferencia es el hecho de que la columna de la flor masculina es larga, delgada y sin apéndices en arco enfrente.  El ápice de la columna es más grueso en la flor masculina cuya antera contiene dos polinias redondas y compactas. Además, en la mayoría de las especies aparecen flores femeninas y masculinas que son diferentes, la columna es corta, en la porción terminal alada junto a la bien desarrollada  cavidad del estigma.
Características: Son semejantes al género Catasetum, se diferencian en los pseudobulbos, generalmente más alargados, pero principalmente por la columna de flores masculinas que es muy delgada, larga y curva, sin apéndices en la parte delantera.

## Distribución
Las especies del género Cycnoches usualmente se encuentran desde México, a través de América Central hacia el sur de Panamá donde crecen en bosques húmedos y en troncos caídos podridos.

## Especies
| - Cycnoches amparoanum Schltr. (1923) - Cycnoches aureum Lindl. & Paxton (1852) - Cycnoches barthiorum G.F.Carr & Christenson (1999) - Cycnoches bennettii Dodson Icon. Pl. Trop. (1989) - Cycnoches brachydactylon Schltr. (1924) - Cycnoches carrii Christenson (1999) - Cycnoches chlorochilon Klotzsch (1838) - Cycnoches christensonii D.E.Benn. (1998) - Cycnoches cooperi Rolfe (1913) - Cycnoches cooperi subsp. ayacuchoensis D.E.Benn. & Christenson (1998) - Cycnoches cooperi subsp. cooperi. - Cycnoches cooperi var. villenae G.F.Carr & A.Prieto (2002) - Cycnoches densiflorum Rolfe (1909) - Cycnoches dianae Rchb.f. (1852) - Cycnoches egertonianum Bateman (1842) - Cycnoches farnsworthianum D.E.Benn. & Christenson (2001) - Cycnoches glanduliferum Rolfe (1892) - Cycnoches guttulatum Schltr. (1922) - Cycnoches haagii Barb.Rodr. (1881) - Cycnoches herrenhusanum Jenny & G.A.Romero (1991) - Cycnoches jarae Dodson & D.E.Benn. (1989) - Cycnoches lehmannii Rchb.f. (1878) - Cycnoches loddigesii Lindl. (1832) - Typus Species - - Cycnoches lusiae G.A.Romero & Garay (1999) - Cycnoches maculatum Lindl. (1840) - Cycnoches manoelae P.Castro & Campacci (1993) - Cycnoches pachydactylon Schltr. (1922) - Cycnoches pentadactylon Lindl. (1843) - Cycnoches peruvianum Rolfe (1891) - Cycnoches powellii Schltr. (1922) - Cycnoches quatuorcristis D.E.Benn. (1992) - Cycnoches rossianum Rolfe (1891) - Cycnoches schmidtianum Christenson & G.F.Carr (2001) - Cycnoches stelliferum Lodd. (1844) - Cycnoches stenodactylon Schltr. (1922) - Cycnoches suarezii Dodson Icon. (1989) - Cycnoches thurstoniorum Dodson (1989) - Cycnoches ventricosum Bateman (1838) - Cycnoches warszewiczii Rchb.f. (1852) |